# Рук, Ронни
Ронни Рук (англ. Ronnie Rooke, 7 декабря 1911, Гилфорд — 9 июня 1985, Бедфорд) — английский футболист, игравший на позиции нападающего, в частности, за лондонские клубы «Фулхэм» и «Арсенал».

## Игровая карьера
Начинал играть в футбол в клубе «Гилфорд Сити» из родного города, затем в течение 1932—1933 годов играл за клуб «Уокинг». В 1933 году заключил контракт с «Кристалл Пэлас», клубом третьего дивизиона (Юг). В течение трёх сезонов чаще играл за резервную команду клуба, проведя за «основу» всего 18 матчей в первенстве Англии.
Несмотря на это, в ноябре 1936 года перешёл в клуб второго английского дивизиона «Фулхэм», где сразу получил место в основном составе и в течение трёх сезонов был лучшим бомбардиром команды. В общей сложности провёл за «Фулхэм» 105 матчей, в которых забил 70 голов. Во время Второй мировой войны служил в Королевских воздушных силах в должности инструктора по физической подготовке. Параллельно играл за «Фулхэм» в проводимых в военное время соревнованиях, а также в 1942 году провёл свою единственную игру за сборную Англии против сборной Уэльса.
Первый послевоенный сезон Футбольной лиги начал уже в первом дивизионе, перейдя летом 1945 в лондонский «Арсенал». В 1945 году Рук играл за «Арсенал» в матче против московской команды «Динамо». Подписание 34-летнего на то время нападающего, не имевшего опыта выступлений в высшем английском дивизионе, рассматривалось как рискованный шаг, однако Рук оправдал доверие руководства «канониров», забив 21 гол в 24 матчах сезона, помог команде финишировать в середине турнирной таблицы. Следующий сезон 1947/48 годов стал пиком карьеры опытного игрока — он стал лучшим бомбардиром первого дивизиона, забив 33 гола, и помог «Арсеналу» стать чемпионом страны. Впоследствии провёл ещё один сезон за команду, доведя своё голевое наследие в элитном дивизионе Англии до 68 голов за 88 матчей (все за «Арсенал»).

## Карьера тренера
В 1949 году вернулся в клуб «Кристалл Пэлас», который предложил ему должность играющего тренера. Сезон 1949/50 годов команда завершила на седьмом месте в третьем дивизионе (Юг), однако начало следующего сезона сложилось неудачно, и в ноябре 1950 года Рук перешёл в «Бедфорд Таун», где до 1953 года также совмещал тренерскую работу с выходами на футбольное поле.
Впоследствии работал ещё с несколькими английскими командами.
Умер 9 июня 1985 года на 74-м году жизни.

## Титулы и достижения
- Чемпион Англии (1) :

«Арсенал» : 1947/48
- Лучший бомбардир Футбольной лиги Англии (1) : 1947/48 (33 гола)